# Бета-біноміальний розподіл
У теорії ймовірностей і статистиці, бета-біноміальний розподіл являє собою сімейство дискретних імовірнісних розподілів на скінченному носії невід'ємних цілих чисел, що виникає коли ймовірність успіху в кожному з фіксованих чи відомого числа випробувань Бернуллі або невідома, або є випадковою. Бета-біноміальний розподіл — це біноміальний розподіл, у якому ймовірність успіху в кожному з n випробувань не є фіксованою, а є випадковою реалізацією бета-розподіленої випадкової величини. Розподіл часто використовується в байєсівській статистиці, емпіричних методах Байєса та класичній статистиці для виявлення наддисперсії в біноміально розподілених даних.
Він зводиться до звичайного розподілу Бернуллі, коли n=1. Для α=β=1, це дискретний рівномірний розподіл від 0 до n. Він також як завгодно добре наближує біноміальний розподіл для великих α і β . Аналогічно, зводиться негативного біноміального розподілу при великими значеннями β і n. Бета-біноміальний є одновимірною версією мультиноміального розподілу Діріхле, оскільки біноміальний та бета-розподіл є одновимірними версіями мультиноміального та розподілу Діріхле відповідно.
Особливий випадок, коли α і β є цілими числами, також відомий як негативний гіпергеометричний розподіл.

## Мотивація та виведення

### Як складений розподіл
Бета-розподіл — це спряжений розподіл біноміального розподілу . Цей факт дозволяє аналітично вивести складений розподіл, якщо вважати параметр {\displaystyle p} у біноміальному розподілі як випадкову реалізацію бета-розподіленої випадкової величини. А саме, якщо
{\displaystyle X\sim \operatorname {Bin} (n,p)}
тоді
{\displaystyle P(X=k\mid p,n)=L(p\mid k)={n \choose k}p^{k}(1-p)^{n-k}}
де Bin( n, p ) означає біноміальний розподіл, а де p — випадкова величина з бета-розподілом.
{\displaystyle {\begin{aligned}\pi (p\mid \alpha ,\beta )&=\mathrm {Beta} (\alpha ,\beta )\\[5pt]&={\frac {p^{\alpha -1}(1-p)^{\beta -1}}{\mathrm {B} (\alpha ,\beta )}}\quad {\text{for }}0\leq p\leq 1,\end{aligned}}}
тоді складений розподіл визначається як
{\displaystyle {\begin{aligned}f(k\mid n,\alpha ,\beta )&=\int _{0}^{1}L(p\mid k)\pi (p\mid \alpha ,\beta )\,dp\\[6pt]&={n \choose k}{\frac {1}{\mathrm {B} (\alpha ,\beta )}}\int _{0}^{1}p^{k+\alpha -1}(1-p)^{n-k+\beta -1}\,dp\\[6pt]&={n \choose k}{\frac {\mathrm {B} (k+\alpha ,n-k+\beta )}{\mathrm {B} (\alpha ,\beta )}}.\end{aligned}}}
Використовуючи властивості бета-функції, вираз можна переписати
{\displaystyle f(k\mid n,\alpha ,\beta )={\frac {\Gamma (n+1)}{\Gamma (k+1)\Gamma (n-k+1)}}{\frac {\Gamma (k+\alpha )\Gamma (n-k+\beta )}{\Gamma (n+\alpha +\beta )}}{\frac {\Gamma (\alpha +\beta )}{\Gamma (\alpha )\Gamma (\beta )}}.}

### Бета-біноміал як модель урни
Бета-біноміальний розподіл також можна пояснити за допомогою моделі урн для цілих додатних значень α і β, відомої як модель урни Полі. Зокрема, уявіть собі урну, що містить α червоних кульок та β чорних кульок, звідки їх виймають навмання. Якщо дістали червону кульку, то до урни повертають дві червоні кульки. Аналогічно з чорними кульками, якщо дістають чорну кулю, то натомість в урну повертають дві чорні. Якщо експеримент повторити n разів, то ймовірність отримати k червоних куль буде мати бета-біноміальний розподіл з параметрами n, α і β .
Якщо випадкові випробування здійснюються з простою заміною (повертають тільки одну, ту що щойно дістали, кульку), то маємо справу з біноміальним розподілом, а якщо експеримент здійснюються без заміни, то спостерігаємо реалізацію гіпергеометрично розподіленої випадкової величини.

## Моменти та властивості
Перші три моменти
{\displaystyle {\begin{aligned}\mu _{1}&={\frac {n\alpha }{\alpha +\beta }}\\[8pt]\mu _{2}&={\frac {n\alpha [n(1+\alpha )+\beta ]}{(\alpha +\beta )(1+\alpha +\beta )}}\\[8pt]\mu _{3}&={\frac {n\alpha [n^{2}(1+\alpha )(2+\alpha )+3n(1+\alpha )\beta +\beta (\beta -\alpha )]}{(\alpha +\beta )(1+\alpha +\beta )(2+\alpha +\beta )}}\end{aligned}}}
Ексцес задається формулою
{\displaystyle \beta _{2}={\frac {(\alpha +\beta )^{2}(1+\alpha +\beta )}{n\alpha \beta (\alpha +\beta +2)(\alpha +\beta +3)(\alpha +\beta +n)}}\left[(\alpha +\beta )(\alpha +\beta -1+6n)+3\alpha \beta (n-2)+6n^{2}-{\frac {3\alpha \beta n(6-n)}{\alpha +\beta }}-{\frac {18\alpha \beta n^{2}}{(\alpha +\beta )^{2}}}\right].}
Позначимо {\displaystyle \pi ={\frac {\alpha }{\alpha +\beta }}\!}, тоді середнє можна записати як
{\displaystyle \mu ={\frac {n\alpha }{\alpha +\beta }}=n\pi \!}
і дисперсія як
{\displaystyle \sigma ^{2}={\frac {n\alpha \beta (\alpha +\beta +n)}{(\alpha +\beta )^{2}(\alpha +\beta +1)}}=n\pi (1-\pi ){\frac {\alpha +\beta +n}{\alpha +\beta +1}}=n\pi (1-\pi )[1+(n-1)\rho ]\!}
де {\displaystyle \rho ={\tfrac {1}{\alpha +\beta +1}}}. Параметр {\displaystyle \rho } відомий як кореляція «всередині класу» або «внутрішньокластерна» кореляція. Саме ця позитивна кореляція призводить до надмірної дисперсії.

## Точкові оцінки

### Метод моментів
Методом моментів можна отримати оцінки, а саме запишемо перший і другий моменти бета-біноміального розподілу
{\displaystyle {\begin{aligned}\mu _{1}&={\frac {n\alpha }{\alpha +\beta }}\\[6pt]\mu _{2}&={\frac {n\alpha [n(1+\alpha )+\beta ]}{(\alpha +\beta )(1+\alpha +\beta )}}\end{aligned}}}
і прирівняємо ці нецентральні моменти до першого та другого нецентрального моменту вибірки відповідно
{\displaystyle {\begin{aligned}{\widehat {\mu }}_{1}&:=m_{1}={\frac {1}{N}}\sum _{i=1}^{N}X_{i}\\[6pt]{\widehat {\mu }}_{2}&:=m_{2}={\frac {1}{N}}\sum _{i=1}^{N}X_{i}^{2}\end{aligned}}}
розв’яжемо для α і β і отримуємо
{\displaystyle {\begin{aligned}{\widehat {\alpha }}&={\frac {nm_{1}-m_{2}}{n({\frac {m_{2}}{m_{1}}}-m_{1}-1)+m_{1}}}\\[5pt]{\widehat {\beta }}&={\frac {(n-m_{1})(n-{\frac {m_{2}}{m_{1}}})}{n({\frac {m_{2}}{m_{1}}}-m_{1}-1)+m_{1}}}.\end{aligned}}}
Ці оцінки можуть виглядати безглуздо негативними, що є доказом того, що дані є або нерозподілені зовсім або розподілені недостатньо у порівнянні до біноміального розподілу. У цьому випадку біноміальний розподіл і гіпергеометричний розподіл є альтернативними кандидатами відповідно.

### Оцінка максимальної ймовірності
Хоч формула оцінки методом максимальної правдоподібності є непрактичною, враховуючи, що щільність складається із звичних функцій (гамма-функції та/або бета-функції), їх можна легко знайти за допомогою прямої чисельної оптимізації. Оцінки максимальної правдоподібності на основі емпіричних даних можуть бути обчислені за допомогою загальних методів підгонки мультиноміальних розподілів Полі, методи для яких описані в (Minka 2003). Пакет R VGAM через функцію vglm, використовуючи метод максимальної правдоподібності, полегшує оцінку УЛМ моделей з результатами, розподіленими за бета-біноміальним розподілом. Немає явної вимоги аби n було фіксованим впродовж спостережень.

### Приклад
Наведені нижче дані показують кількість дітей чоловічої статі серед перших 12 дітей у 6115 сім'ях з 13-ма дітьми, взятих із лікарняних карт Саксонії 19 століття (Sokal and Rohlf, с.59 від Ліндсі). 13-ту дитину ігнорують, щоб пом’якшити ефект від того, що родина перестала пробувати завести дитину за умови досягнення бажаної статі.
| Хлопчики | 0 | 1  | 2   | 3   | 4   | 5    | 6    | 7    | 8   | 9   | 10  | 11 | 12 |
| Родини   | 3 | 24 | 104 | 286 | 670 | 1033 | 1343 | 1112 | 829 | 478 | 181 | 45 | 7  |

Перші два емпіричні моменти
{\displaystyle {\begin{aligned}m_{1}&=6.23\\m_{2}&=42.31\\n&=12\end{aligned}}}
тому оцінка методом моментів
{\displaystyle {\begin{aligned}{\widehat {\alpha }}&=34.1350\\{\widehat {\beta }}&=31.6085.\end{aligned}}}
Оцінка методом максимальної ймовірності можна вирахувати чисельними методами
{\displaystyle {\begin{aligned}{\widehat {\alpha }}_{\mathrm {mle} }&=34.09558\\{\widehat {\beta }}_{\mathrm {mle} }&=31.5715\end{aligned}}}
і максимальна логарифмічна правдоподібність
{\displaystyle \log {\mathcal {L}}=-12492.9}
звідси знаходимо AIC
{\displaystyle {\mathit {AIC}}=24989.74.}
AIC для конкуруючої біноміальної моделі є AIC = 25070.34, таким чином, бачимо, що бета-біноміальна модель забезпечує кращу відповідність даним, тобто присутні докази надмірної дисперсії. Трайверс і Віллард висувають теоретичне обгрунтування гетерогенності (також відомої як «розривність») у гендерній схильності нащадків ссавців (тобто надмірна дисперсність).
Краща припасовка особливо добре помітна в хвостах
| Хлопці                                        | 0   | 1    | 2     | 3     | 4     | 5      | 6      | 7      | 8     | 9     | 10    | 11   | 12  |
| Спостережувані родини                         | 3   | 24   | 104   | 286   | 670   | 1033   | 1343   | 1112   | 829   | 478   | 181   | 45   | 7   |
| Очікуваний число (бета-біноміальний)          | 2.3 | 22.6 | 104.8 | 310.9 | 655.7 | 1036.2 | 1257.9 | 1182.1 | 853.6 | 461.9 | 177,9 | 43.8 | 5.2 |
| Очікуваний число ( біноміальний p = 0,519215) | 0.9 | 12.1 | 71.8  | 258.5 | 628.1 | 1085.2 | 1367.3 | 1265.6 | 854.2 | 410,0 | 132.8 | 26.1 | 2.3 |

## Подальші байєсівські міркування
Зручно перепараметризувати розподіли так, щоб очікуване середнє значення апріорного розподілу було одним параметром, нехай
{\displaystyle {\begin{aligned}\pi (\theta \mid \mu ,M)&=\operatorname {Beta} (M\mu ,M(1-\mu ))\\[6pt]&={\frac {\Gamma (M)}{\Gamma (M\mu )\Gamma (M(1-\mu ))}}\theta ^{M\mu -1}(1-\theta )^{M(1-\mu )-1}\end{aligned}}}
де
{\displaystyle {\begin{aligned}\mu &={\frac {\alpha }{\alpha +\beta }}\\[6pt]M&=\alpha +\beta \end{aligned}}}
таким чином
{\displaystyle {\begin{aligned}\operatorname {E} (\theta \mid \mu ,M)&=\mu \\[6pt]\operatorname {Var} (\theta \mid \mu ,M)&={\frac {\mu (1-\mu )}{M+1}}.\end{aligned}}}
Апостеріорний розподіл ρ ( θ | k ) також є бета-розподілом:
{\displaystyle {\begin{aligned}\rho (\theta \mid k)&\propto \ell (k\mid \theta )\pi (\theta \mid \mu ,M)\\[6pt]&=\operatorname {Beta} (k+M\mu ,n-k+M(1-\mu ))\\[6pt]&={\frac {\Gamma (M)}{\Gamma (M\mu )\Gamma (M(1-\mu ))}}{n \choose k}\theta ^{k+M\mu -1}(1-\theta )^{n-k+M(1-\mu )-1}\end{aligned}}}
І
{\displaystyle \operatorname {E} (\theta \mid k)={\frac {k+M\mu }{n+M}}.}
тоді як граничний розподіл m ( k | μ, M ) визначається як
{\displaystyle {\begin{aligned}m(k\mid \mu ,M)&=\int _{0}^{1}\ell (k\mid \theta )\pi (\theta \mid \mu ,M)\,d\theta \\[6pt]&={\frac {\Gamma (M)}{\Gamma (M\mu )\Gamma (M(1-\mu ))}}{n \choose k}\int _{0}^{1}\theta ^{k+M\mu -1}(1-\theta )^{n-k+M(1-\mu )-1}\,d\theta \\[6pt]&={\frac {\Gamma (M)}{\Gamma (M\mu )\Gamma (M(1-\mu ))}}{n \choose k}{\frac {\Gamma (k+M\mu )\Gamma (n-k+M(1-\mu ))}{\Gamma (n+M)}}.\end{aligned}}}
Підставляючи назад M і μ, в термінах {\displaystyle \alpha } і {\displaystyle \beta }, отримаємо:
{\displaystyle m(k\mid \alpha ,\beta )={\frac {\Gamma (n+1)}{\Gamma (k+1)\Gamma (n-k+1)}}{\frac {\Gamma (k+\alpha )\Gamma (n-k+\beta )}{\Gamma (n+\alpha +\beta )}}{\frac {\Gamma (\alpha +\beta )}{\Gamma (\alpha )\Gamma (\beta )}}.}
який і є очікуваним бета-біноміальним розподілом з параметрами {\displaystyle n,\alpha } і {\displaystyle \beta } .
Ми також можемо використати метод повторних матсподівань, щоб знайти очікуване значення граничних моментів. Запишемо нашу модель як двоступеневу модель складної вибірки. Нехай k i — кількість успіхів із n i спроб для події i :
{\displaystyle {\begin{aligned}k_{i}&\sim \operatorname {Bin} (n_{i},\theta _{i})\\[6pt]\theta _{i}&\sim \operatorname {Beta} (\mu ,M),\ \mathrm {i.i.d.} \end{aligned}}}
Можемо знайти покрокові оцінки моментів для середнього та дисперсії, використовуючи моменти для розподілів у двокроковій моделі:
{\displaystyle \operatorname {E} \left({\frac {k}{n}}\right)=\operatorname {E} \left[\operatorname {E} \left(\left.{\frac {k}{n}}\right|\theta \right)\right]=\operatorname {E} (\theta )=\mu }
{\displaystyle {\begin{aligned}\operatorname {var} \left({\frac {k}{n}}\right)&=\operatorname {E} \left[\operatorname {var} \left(\left.{\frac {k}{n}}\right|\theta \right)\right]+\operatorname {var} \left[\operatorname {E} \left(\left.{\frac {k}{n}}\right|\theta \right)\right]\\[6pt]&=\operatorname {E} \left[\left(\left.{\frac {1}{n}}\right)\theta (1-\theta )\right|\mu ,M\right]+\operatorname {var} \left(\theta \mid \mu ,M\right)\\[6pt]&={\frac {1}{n}}\left(\mu (1-\mu )\right)+{\frac {n-1}{n}}{\frac {(\mu (1-\mu ))}{M+1}}\\[6pt]&={\frac {\mu (1-\mu )}{n}}\left(1+{\frac {n-1}{M+1}}\right).\end{aligned}}}
(Тут ми використовували закон повного матсподівання і закон повної дисперсії.)
Знайдемо точкові оцінки {\displaystyle \mu } і {\displaystyle M} . Розрахункове середнє {\displaystyle {\widehat {\mu }}} розраховується з вибірки
{\displaystyle {\widehat {\mu }}={\frac {\sum _{i=1}^{N}k_{i}}{\sum _{i=1}^{N}n_{i}}}.}
Оцінку гіперпараметра M можна обчислити використовуючи оцінки моментів для дисперсії з двокрокової моделі:
{\displaystyle s^{2}={\frac {1}{N}}\sum _{i=1}^{N}\operatorname {var} \left({\frac {k_{i}}{n_{i}}}\right)={\frac {1}{N}}\sum _{i=1}^{N}{\frac {{\widehat {\mu }}(1-{\widehat {\mu }})}{n_{i}}}\left[1+{\frac {n_{i}-1}{{\widehat {M}}+1}}\right]}
І розв'яжемо для М:
{\displaystyle {\widehat {M}}={\frac {{\widehat {\mu }}(1-{\widehat {\mu }})-s^{2}}{s^{2}-{\frac {{\widehat {\mu }}(1-{\widehat {\mu }})}{N}}\sum _{i=1}^{N}1/n_{i}}},}
де
{\displaystyle s^{2}={\frac {N\sum _{i=1}^{N}n_{i}({\widehat {\theta _{i}}}-{\widehat {\mu }})^{2}}{(N-1)\sum _{i=1}^{N}n_{i}}}.}
Оскільки тепер ми маємо оцінки параметрів, {\displaystyle {\widehat {\mu }}} і {\displaystyle {\widehat {M}}}, для основного розподілу можемо знайти точкову оцінку {\displaystyle {\tilde {\theta }}_{i}} для ймовірності успіху події i . Її можна обчислити як середнє зважене значення оцінки події {\displaystyle {\widehat {\theta _{i}}}=k_{i}/n_{i}} і {\displaystyle {\widehat {\mu }}} . Враховуючи наші точкові оцінки для апріора,  можна підставити їхні значення, щоб знайти точкову оцінку для апостеріору
{\displaystyle {\tilde {\theta _{i}}}=\operatorname {E} (\theta \mid k_{i})={\frac {k_{i}+{\widehat {M}}{\widehat {\mu }}}{n_{i}+{\widehat {M}}}}={\frac {\widehat {M}}{n_{i}+{\widehat {M}}}}{\widehat {\mu }}+{\frac {n_{i}}{n_{i}+{\widehat {M}}}}{\frac {k_{i}}{n_{i}}}.}

## Фактори усадки
Можемо записати апостеріорну оцінку як середньозважене:
{\displaystyle {\tilde {\theta }}_{i}={\widehat {B}}_{i}\,{\widehat {\mu }}+(1-{\widehat {B}}_{i}){\widehat {\theta }}_{i}}
де {\displaystyle {\widehat {B}}_{i}} називається коефіцієнтом усадки .
{\displaystyle {\widehat {B_{i}}}={\frac {\widehat {M}}{{\widehat {M}}+n_{i}}}}

## Пов'язані розподіли
- {\displaystyle BB(1,1,n)\sim U(0,n)\,} де {\displaystyle U(a,b)\,} є дискретним рівномірним розподілом .

## Зовнішні посилання
- Using the Beta-binomial distribution to assess performance of a biometric identification device [Архівовано 27 вересня 2007 у Wayback Machine.]
- Fastfit [Архівовано 10 травня 2008 у Wayback Machine.] contains Matlab code for fitting Beta-Binomial distributions (in the form of two-dimensional Pólya distributions) to data.
- Interactive graphic: Univariate Distribution Relationships [Архівовано 18 лютого 2022 у Wayback Machine.]
- Beta-binomial functions in VGAM R package [Архівовано 19 січня 2022 у Wayback Machine.]
- Beta-binomial distribution in Sandia National Labs Cognitive Foundry Java library [Архівовано 21 березня 2021 у Wayback Machine.]